# إجفال محفز بالخوف
الإجفال المحفز بالخوف هو رد فعل فسيولوجي انعكاسي لمحفز مقدم، وهو مؤشر على رد فعل الخوف لدى الكائن الحي. يمكن إثارة استجابة الإجفال المحفز بالخوف في مواجهة أي حافز مهدد (مثل أي شيء أو شخص أو موقف قد يتسبب في شعور الشخص بالخوف)، ولكن يمكن إثارته أيضًا عن طريق محفز محايد كنتيجة لتكييف الخوف، وهي العملية التي تحدث عندما يثير منبه حميد الخوف والقلق عند اقترانه بحدث صادم أو مثير للخوف. يكون المحفز المعني عادةً ذو طبيعة سمعية (مثل الضوضاء العالية) أو بصرية (مثل الضوء الساطع)، وتشمل تدابير الاستجابة الإجفالية معدلات رمش العين وسرعة النبض/القلب. يمكن معالجة التأثير السلبي لارتفاع الإجفال المحفز بالخوف في مواجهة المنبهات المحايدة دوائيًا، باستخدام الأدوية العقلية المستخدمة عادةً لتقليل القلق لدى البشر. بالإضافة إلى ذلك، أشارت المنشورات الحديثة إلى زيادة استجابات الإجفال المحفز بالخوف كإجراء مرتبط في اضطراب الكرب التالي للصدمة النفسية (بّي تي إس دي) واضطرابات القلق الأخرى.

## البيولوجيا العصبية للإجفال المخفز بالخوف
تبين أن لوزة الدماغ هي بنية الدماغ المركزية التي تتواسط فيها الاستجابات المرتبطة بالخوف، والتي تقع في الفص الصدغي للدماغ. عندما تُحفَز النواة المركزية للوزة الدماغية -تنشط ما يُشار إليها عمومًا باسم استجابة «الكر أو الفر»- يتفاعل الكائن المعني بشكل سلبي (يجمد في مساره ويصبح يقظًا للغاية وغيره)، أو يقدم رد فعل فسيولوجي موجه نحو تسهيل رد فعل عدواني (مثل زيادة معدل ضربات القلب/النبض، وسرعة التنفس). تنتج ردود الفعل التي يسببها الخوف من التواصل بين اللوزة ومجموعة متنوعة من مناطق الدماغ الأخرى (مثل جذع الدماغ وتحت المهاد)، ما يؤدي إلى مجموعة متنوعة من الاستجابات الفسيولوجية لدى الكائن الحي. يؤدي الاتصال بين اللوزة الدماغية المنشطة والوطاء الجانبي مثلًا، إلى زيادة ضغط الدم واتساع حدقة العين؛ ويؤدي بدء عمل السنجابية المحيطة بالمسال عن طريق الاتصالات من اللوزة إلى تجمد الكائن الحي في مساره؛ ويؤدي الاتصال بين اللوزة الدماغية المنشطة والنواة الجانب بطينية للوطاء إلى إفراز الهرمونات المرتبطة بالضغط النفسي.
ربطت المنشورات استجابة الإجفال المخفز بالخوف بالتفاعل بين النواة المركزية للوزة المخية و السنجابية المحيطة بالمسال والنواة الشبكية الجسرية الذنبية. تمنع أذية مناطق الدماغ هذه (مثل إصابات الدماغ الرضية) إظهار أي استجابة إجفال محفز بالخوف لدى البشر. بالإضافة إلى ذلك، يُميز بين النشاط العصبي للاستجابة الانعكاسية للإجفال المحفز بالخوف، والنشاط الذي يحدث في مواجهة التعرض لمحفز مسبب للخوف على مدى فترة زمنية طويلة، مثل الإساءة أو القتال أو التعرض لمكان أو موقف. تشير المنشورات، في مثل هذه الحالات، إلى أن الإجفال المحفز بالخوف ينتج عن تنشيط نواة السرير من السطور النهائية. تمنع أذية هذه المنطقة من الدماغ إظهار استجابة الإجفال المحفز بالخوف في مواجهة المنبهات المهددة المكيفة طوليًا أو المرتبطة بالموقف/الموقع في الفئران. ربط انقراض استجابة الإجفال المخفز بالخوف الشديدة للمنبهات المكيفة مسبقًا لتكون مهددة بنشاط قشرة الفص الجبهي الإنسي.